# Lindenkirche (Berlin-Wittenau)

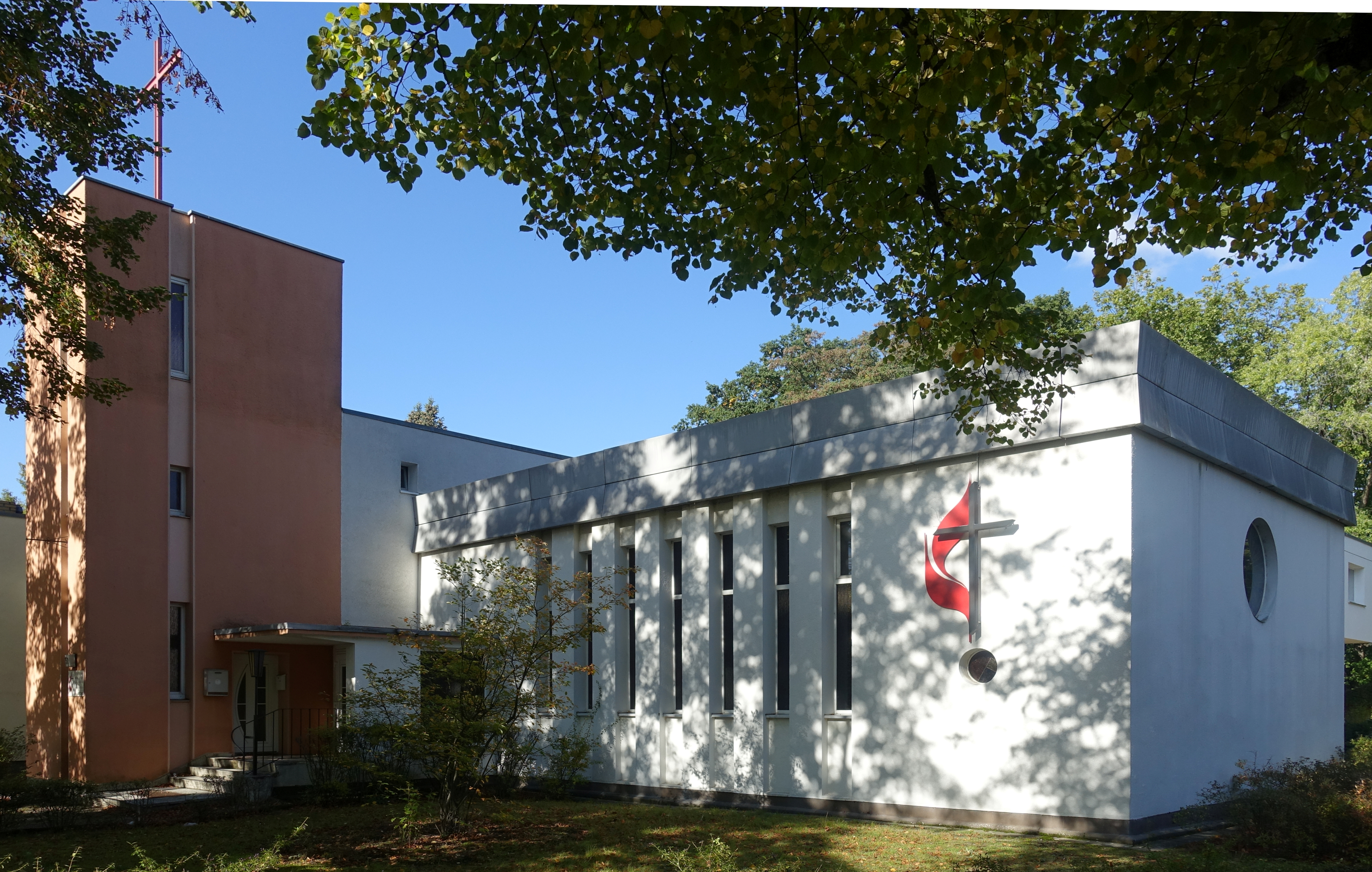
Evangelisch-methodistische Lindenkirche

Die evangelisch-methodistische Lindenkirche steht in der Tessenowstraße 51 Ecke Wilhelm-Gericke-Straße 42 im Berliner Ortsteil  Wittenau des heutigen Bezirks Reinickendorf. 

## Beschreibung
Das Gemeindezentrum besteht aus einem Gebäudekomplex, dessen flachgedeckte Baukörper unterschiedliche Geschosse haben. Es beherbergt neben der Saalkirche die Räume für den Pfarrer und das Gemeindebüro, ferner einen Gemeindesaal. Der höchste Baukörper ist der Treppenturm, auf dessen Dach ein Kreuz steht. Der Kirchsaal hat an den Längswänden schmale hohe Fenster. Die Altarwand ziert ein Rundfenster. Hinter dem Kirchsaal befindet sich, durch eine Glaswand getrennt, ein Raum, in den der Gottesdienst per Lautsprecher übertragen wird. Hier können Eltern dem Gottesdienst folgen, ohne dass die Kinder ihn stören.